# The Best Part
The Best Part è il primo album del rapper statunitense J-Live, pubblicato nel 2001. Acclamato universalmente dai critici, vede alle produzioni artisti di rilievo come 88 Keys, Pete Rock, Prince Paul e DJ Premier.
| Recensione    | Giudizio   |
| ------------- | ---------- |
| AllMusic      | [ 1 ]      |
| The A.V. Club | favorevole |
| Exclaim!      | favorevole |
| HipHopDX      | [ 4 ]      |
| RapReviews    | [ 5 ]      |

## Tracce
1. Outside Looking – 1:48 – J-Live
2. Intro – 1:13 – Emmai Alaquiva
3. Got What It Takes – 5:09 – 88 Keys
4. Don't Play – 5:04 – 88 Keys
5. Vampire Hunter J – 2:59 – Grap Luva
6. Yes! – 3:32 – Emmai Alaquiva
7. Them That's Not – 5:12 – Grap Luva
8. Kick It to the Beat (featuring Asheru & Probe.dms) – 4:22 – Pete Rock
9. Wax Paper – 3:27 – Prince Paul
10. Timeless – 4:00 – Chris Catalyst
11. Get the Third – 4:45 – Chris Catalyst, Probe.dms
12. School's In (Remix) – 5:14 – 88 Keys, J-Live
13. R.A.G.E. – 3:36 – DJ Spinna
14. True School Anthem – 4:23 – DJ Spinna
15. Inside Looking Outro – 2:07 – David Kennedy, Emmai Alaquiva
16. The Best Part – 3:36 – DJ Premier
17. Play – 5:01 – 88 Keys, David Kennedy
18. Braggin' Writes Revisited – 3:17 – David Kennedy
19. Epilogue – 5:30 – J-Live